# Richard van Harcourt
Richard van Harcourt (overleden rond 1242) was van 1212 tot aan zijn dood heer van Harcourt en baron van Elbeuf. Hij behoorde tot het huis Harcourt.

## Levensloop
Richard was de zoon van heer Robert II van Harcourt en vrouwe Johanna van Meulan. Na het overlijden van zijn vader rond 1212 werd hij heer van Harcourt en baron van Elbeuf.
Rond 1210 werd hij genoemd als een van de ridders van koning Filips II van Frankrijk. In 1226 werd hij uitgenodigd om de kroning van Lodewijk IX in Reims bij te wonen.
In september 1235 werd hij door Lodewijk IX ontboden naar Saint-Denis, waar hij zich samen met de dertig belangrijkste baronnen verzette tegen het opleggen van het koninklijk recht in aardse zaken. Hun verzet werd gesteund door paus Gregorius IX, hertog Hugo IV van Bourgondië en hertog Jan I van Bretagne.
Richard van Harcourt overleed rond het jaar 1242.

## Huwelijk en nakomelingen
Richard huwde met Mathilde Tesson, vrouwe van Saint-Sauveur. Ze kregen volgende kinderen:
- Jan I (1198-1288), heer van Harcourt en baron van Elbeuf
- Rudolf (overleden in 1307), heer van Avrilly
- Amalrik (overleden in 1285), heer van Elbeuf
- André, heer van Cailleville
- Hugo, heer van Poligny
- Johanna, zuster in de Abdij van Longchamps
- Perrette, huwde met heer Jan II van Hellenvillers
- Alix, huwde met Filips van Pérusse, heer van Lavauguyon
- Margaretha